# Benson Bluff
Das Benson Bluff ist ein 1300 m hohes und markant dreieckiges Felsenkliff im Australischen Antarktis-Territorium. Es ragt in der Britannia Range an der Westflanke des Ragotzkie-Eisfalls auf.
Das Advisory Committee on Antarctic Names benannte es 2000 nach dem US-amerikanischen Kartografen Dale P. Benson vom United States Geological Survey, der von 1993 und 1994 geodätische Vermessungen in der Umgebung der Amundsen-Scott-Südpolstation durchführte und am ersten luftunterstützten GPS-kontrollierten Photogrammetrieprojekt zur Positionsbestimmung von Black Island sowie dem Aufbau seismographischer Instrumente an den Flanken von Mount Erebus beteiligt war.